# 1455 en musique classique
| \| • Retour à la chronologie générale de la musique classique • \| |
| Grèce • Rome • Haut Moyen Âge • VIIIe siècle • IXe siècle • Xe siècle • XIe siècle XIIe siècle • XIIIe siècle • XIVe siècle • XVe siècle • XVIe siècle • XVIIe siècle XVIIIe siècle • XIXe siècle • XXe siècle • XXIe siècle |
| • Retour à la chronologie générale de la musique classique • |

| Années en musique classique : 1452 - 1453 - 1454 - 1455 - 1456 - 1457 - 1458    |
| Décennies en musique classique : 1420 - 1430 - 1440 - 1450 - 1460 - 1470 - 1480 |

## Naissances
- Jacques Barbireau, compositeur franco-flamand († 7 août 1491).

Vers 1455 :
- Johannes Ghiselin, compositeur et chantre franco-flamand († entre 1507 et 1511).

## Décès
Avant le 22 octobre 1455 :
- Johannes Brassart, compositeur franco-flamand de l'école bourguignonne (° vers 1400).